# Sonáty a partity pro sólové housle

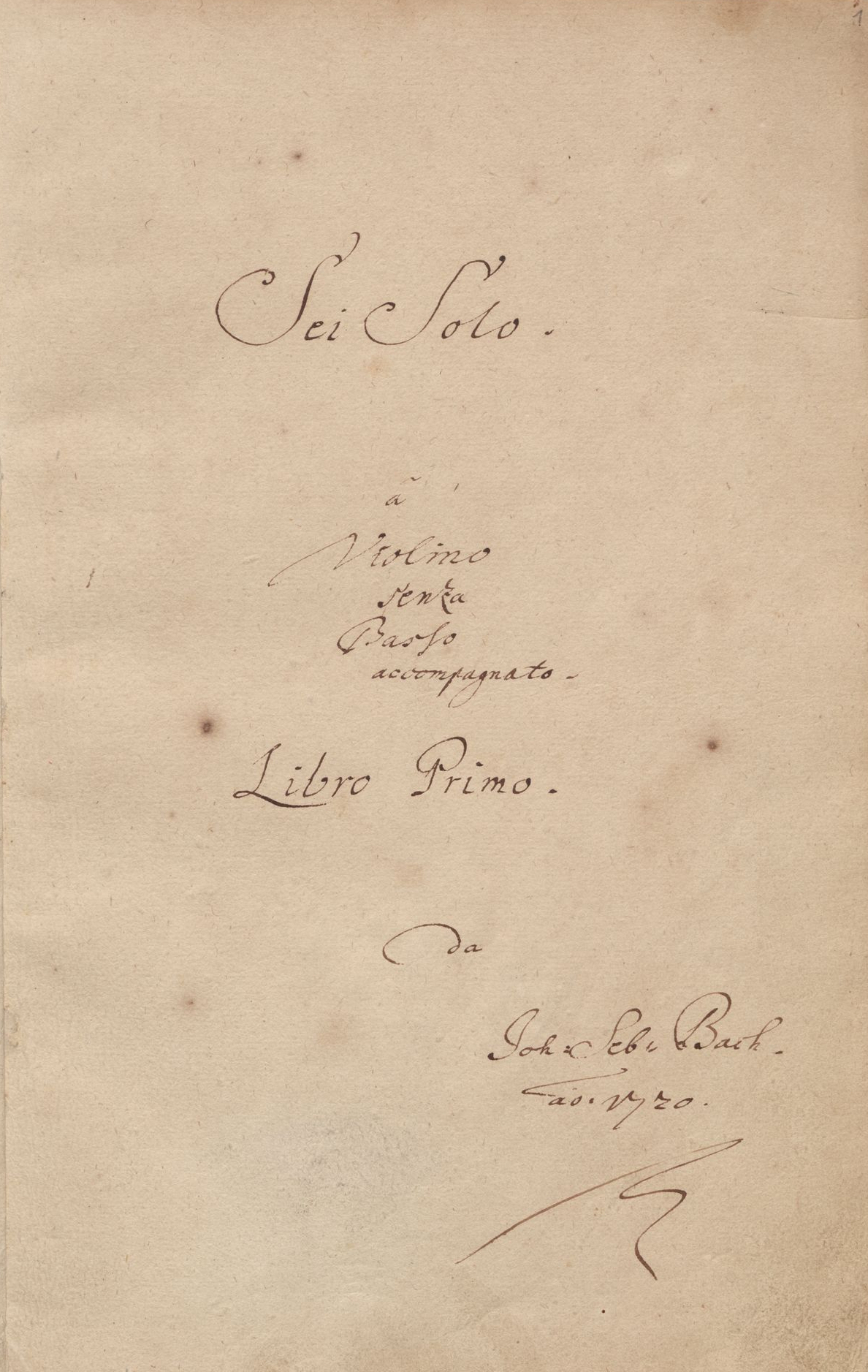
Titulní list Bachova rukopisu z roku 1720

Sonáty a partity pro sólové housle BWV 1001-1006 jsou cyklem šesti skladeb pro sólové housle Johanna Sebastiana Bacha. Cyklus sestává ze tří sonát a tří partit a je považován za jedno z klíčových děl houslové literatury.

## Vznik díla
O vzniku a účelu díla nejsou známy žádné informace. Dochoval se pouze krasopisný Bachův rukopis z roku 1720. Již krátce po Bachově smrti se vedly diskuse, zda se jedná o cvičení houslové techniky nebo o skladby určené k veřejnému provádění. Například Bachův syn Carl Philipp Emanuel Bach se ve svém dopisu Bachovu prvnímu životopisci Johannu Nikolausi Forkelovi přiklání spíše k první možnosti.
Ve druhé polovině 20. století a ve století 21. patří tento cyklus k repertoáru řady předních houslových sólistů.

## Části

### Sonata I g moll, BWV 1001

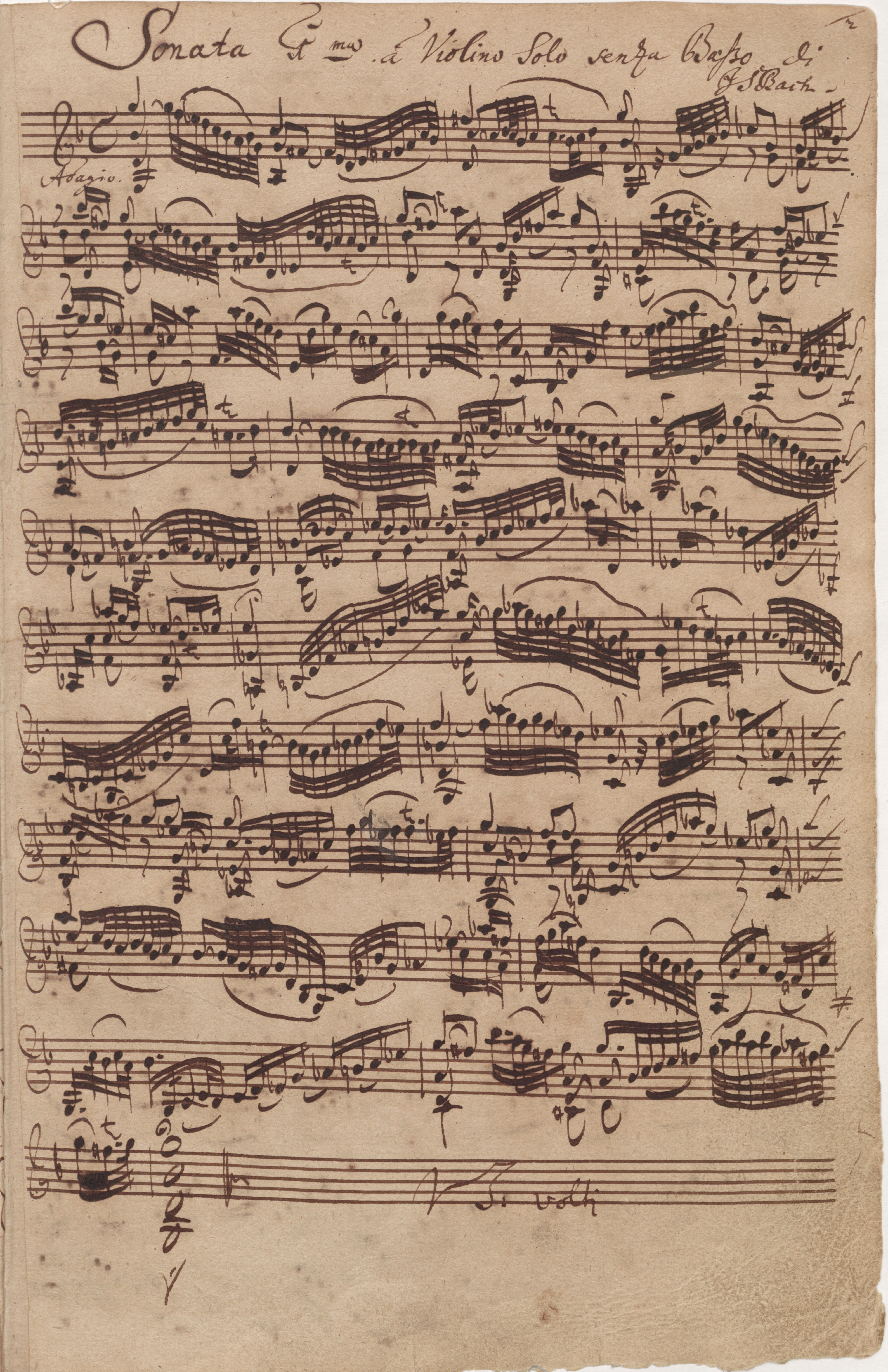
Adagio, začátek I. sonáty, Bachův rukopis 1720

- Adagio
- Fuga (Allegro)
- Siciliana
- Presto

### Partita I h moll, BWV 1002
- Allemanda
- Double
- Corrente
- Double (Presto)
- Sarabande
- Double
- Tempo di Borea
- Double

### Sonata II a moll, BWV 1003
- Grave
- Fuga
- Andante
- Allegro

### Partita II d moll, BWV 1004
- Allemande
- Corrente
- Sarabanda
- Giga
- Ciaccona

### Sonata III in C dur, BWV 1005
- Adagio
- Fuga
- Largo
- Allegro assai

### Partita III E dur, BWV 1006
- Preludio
- Loure
- Gavotte en rondeau
- Menuet I
- Menuet II
- Bourrée
- Gigue

## Nahrávky
- 1936 Yehudi Menuhin, DECA Records[2]
- 1988 Itzhak Perlman, DECA Records
- 2005 Gidon Kremer, ECM Records[3]
- 2002 Julia Fischer, PentaTone classics ‎– PTC 5186 072, formát SACD, [4]
  - s tímto repertoárem vystoupila umělkyně i v Praze v Rudolfinu dne 17. února 2010 na koncertu Českého spolku pro komorní hudbu.[5]
  - nahrávka byla vydána znovu v roce 2017 na discích SACD i na vinylových LP deskách.[6]
- 2010–2012 Isabelle Faust, Harmonia Mundi,
  - 2010 disk 1 BWV 1004-1006,[7]
  - 2012 disk 2 BWV 1001-1003,[8]
  - kompletní provedení uvedla umělkyně na festivalu Pražské jaro 2019 dne 18. května v Rudolfinu.[9][10]